# Georges Gandil
Georges Gandil, né le 18 mai 1926 à Bruniquel et mort le 24 octobre 1999 à Bruniquel, est un céiste français.

## Palmarès
- Jeux olympiques de 1948 à Londres :
  -  Médaille de bronze en C-2 1 000 m.
  -  Médaille de bronze en C-2 10 000 m.